# Altenberger Altarretabel

Ansicht in ganz geöffnetem Zustand.

Das Altenberger Altarretabel ist ein um 1320/30 für den Hochaltar der Stiftskirche St. Maria und St. Michael des Prämonstratenserinnenkloster Altenberg bei Wetzlar geschaffenes hochgotisches Flügelretabel eines rheinischen Meisters (Flügel, Schrein) und eines Kölner Meisters (Skulptur). Das im zusammengeklappten Zustand etwa 155 × 243 × 44 cm große Altarretabel in Mischtechnik auf Tannen-, Eichen-, Fichten- und Nussbaumholz wurde im 19. und frühen 20. Jahrhundert in mehrere Teile zerlegt und befindet sich daher bis heute in verschiedenen Sammlungen. Die Flügel sind in Besitz des Städelschen Kunstinstitutes, während der Schrein dem Museum Schloss Braunfels gehört. Die Madonnenskulptur ist als Dauerleihgabe aus Privatbesitz Teil der Sammlung des Bayerischen Nationalmuseums. Der Altarschrein enthielt wohl ursprünglich Reliquien der Heiligen Elisabeth von Thüringen und ihrer Tochter Gertrud, sowie weiterer Heiliger.
Seit 2013 sind der Schrein und seit 2015 die Madonnenfigur als Leihgaben im Städel ausgestellt, sodass das komplette Altarretabel (ohne die Reliquien) wieder an einem Ort aufbewahrt wird.

## Beschreibung
Das Flügelretabel besteht aus einem Altarschrein, in dessen Zentrum eine thronende Madonnenfigur steht. Die zwei Flügel (Städelsches Kunstinstitut, linker Flügel 153,7 × 118,8 cm (SG 358, SG 359); rechter Flügel 153,3 × 119,3 cm (SG 360, SG 361)), waren ursprünglich von beiden Seiten bemalt, sodass insgesamt drei Zustände der Präsentation des Altars möglich waren. Der Altar konnte zugeklappt die Passionsgeschichte zeigen (siehe Abbildung) oder einmal geöffnet werden, sodass nur die äußeren, breiteren Innenseiten der Flügel sichtbar waren, sowie die mittleren drei geschnitzten Felder. Zudem konnte er ganz geöffnet werden, wie auf der Abbildung oben.

### Außenseite der Flügel

Szenen auf der Außenseite des Altenberger Altarretabels.

Die Außenseite des Altars ist stark beschädigt, die Malerei wurde fast vollständig abgetragen und ist nur noch umrisshaft erkennbar. Sie zeigt die Passion in zehn Szenen, sowie die Standfiguren von vier Heiligen. Die Leserichtung ist von links oben nach rechts unten flügelübergreifend. Die insgesamt vierzehn Bilder sind auf drei horizontale Streifen verteilt, wobei auf den beiden oberen Streifen je vier Szenen zu sehen sind und auf dem untersten Streifen insgesamt sechs Bilder, wovon die mittleren vier die Heiligen zeigen. Der heute eher schwarz erscheinende Grund der Szenen ist ursprünglich blau gewesen.
In der Szene 1 links oben ist Christi Gebet am Ölberg dargestellt. Nach rechts gewandt zur nimbierten Hand Gottes kniet er in einem grünen Gewand und einem braunen Mantel. Rechts im Vordergrund sind möglicherweise die schlafenden Jünger dargestellt. Szene 2 zeigt die Gefangennahme. Jesus wird von Judas umarmt und geküsst, ein Soldat legt ihm die Hand auf die Schulter, um ihn festzunehmen. Ganz links steckt Petrus sein Schwert in die Scheide, während ganz rechts im Bild weitere Soldaten zu sehen sind. Vorne hockt der verwundete Malchus am Boden, der von Christus sein Ohr wieder angesetzt bekommt. In Szene 3 wird Jesus mit verbundenen Händen von Soldaten Pontius Pilatus vorgeführt. Pilatus wäscht seine Hände in einem von einem Diener gehaltenen Becken. In der nächsten Szene (4) wird die Geißelung Christi dargestellt. Zwei Figuren schlagen auf den an einem Pfosten oder einer Säule gebundenen Christus ein. In der ersten Szene der zweiten Zeile (5) ist die Kreuztragung dargestellt. Ein Soldat führt eine Gruppe von Personen an, darunter Jesus und seine Freunde, dieser das Kreuz über die Schulter tragend. In der nächsten Szene (6) ist die Kreuzigung zu sehen. Zentral ist das Kreuz mit Christus in der Bildmitte, links sind Johannes und Maria zu sehen, rechts eine nicht mehr erkennbare Figur in grünem Gewand. Das nächste Bildfeld (7) zeigt die Beweinung Christi. In der Bildmitte ragt das Kreuz mit der Inschrift INRI herauf. Maria liegt auf dem Boden mit dem Leichnam ihres Sohnes auf dem Schoß. Weitere trauende Figuren sind in der Szene zu sehen, möglicherweise Maria Magdalena und Johannes. Im nächsten Bild (8) wird Jesus von Josef von Arimathäa und Nikodemus in einen aufgestellten Sarg gelegt. In der 9. Szene ist die Auferstehung dargestellt. Bildmittig steigt Jesus mit einem rotbraunen Mantel aus dem Sarg. Seine rechte Hand ist erhoben zur Segensgeste und in seiner Linken hält er einen Kreuzstab. Der Sarg wird von zwei kleinen Wächtern gerahmt. Die letzte Szene (10) ist völlig zerstört und ihr Inhalt kann nur gemutmaßt werden. Möglicherweise handelte es sich um die Himmelfahrt.
In der unteren Reihe mittig sind vier Heiligenfiguren dargestellt. Ganz links (A) ein Bischof mit Kasel, Pallium und Kreuzesstab, wohl der heilige Nikolaus. Im Feld B ist die heilige Katharina dargestellt mit einem kleinen Rad in ihrer linken Hand. Die Bilder C und D zeigen auch jeweils eine Heiligenfigur, sind aber so zerstört, dass diese nicht mehr identifiziert werden können.

### Innenseite der Flügel
Die Innenseite der Flügel zeigen Szenen aus dem Leben Marias, sowie zwei unabhängige Darstellungen vom Erzengel Michael und der heiligen Elisabeth. Die auf Goldgrund gemalten Szenen sind durch rote breite Streifen, teilweise mit Blumendekor voneinander abgegrenzt. Die Leserichtung ist dabei flügelgebunden. Auf dem linken Flügel von links oben nach rechts unten. Die zwei Szenen aus Marias Leben auf dem rechten Flügel sind von unten nach oben zu lesen.

Szenen auf den Innenseiten des linken und rechten Flügels.

Die Szene 1 links oben auf dem linken Flügel zeigt die Verkündigung des Herrn an Maria. Der Erzengel Gabriel tritt in seinem grünen Gewand zu Maria und zeigt auf sein Spruchband mit der Inschrift „AVE + MARIA + GRACIA + PLENA + D(OMI)N(U)S + TECU(M)“ (deutsch Sei gegrüßt, du Begnadete, der Herr ist mit dir. (Lk 1,28 )). Maria hält ein Buch in der linken Hand und erhebt die rechte Hand. Über ihrem nimbierten Kopf fliegt ihr eine Taube zu, das Symbol der Empfängnis. Zwischen Gabriel und Maria steht eine graue Vase mit drei Blumen, Symbol der Reinheit Marias. In der nächsten Szene (2) ist die Heimsuchung dargestellt. Maria und ihre Cousine Elisabeth, letztere mit Haube, umarmen sich. Elisabeth hält ein Spruchband in der rechten Hand mit der Aufschrift „EXQ(U)o + F(A)C(T)A + E(ST) + S(A)L(UT)AC(I)O + EX(U)LTAV(IT) + I(N)FA(N)S + I(N)UT(ER)O + MEO“ (deutsch Denn siehe, in dem Augenblick, als ich deinen Gruß hörte, hüpfte das Kind vor Freude in meinem Leib.(Lk 1,44 )). Die nächste Szene links unten auf dem linken Flügel zeigt Christi Geburt. Maria sitzt auf einem Bett mit dem Jesuskind in der Hand. Josef trägt einen Judenhut und steht neben dem Bett und betrachtet das Kind. Im Hintergrund sind ein Ochse und ein Esel an einem Futtertrog zu sehen. In den oberen Ecken der Szene ist je ein Engel dargestellt. Der linke spielt Rebec und der rechte Engel Psalter. In der Szene 4 sind die Heiligen Drei Könige zu sehen. Ganz links der jüngste der drei, daneben der mittleren Alters, der den jüngeren auf den Stern von Betlehem aufmerksam macht. Der Älteste kniet mit seinem Geschenk nieder. In der Szene ist kein Christkind dargestellt und auch nicht der Stern von Bethlehem. Stattdessen bezieht sich die Szene auf die Madonnenfigur in der Schreinmitte. Die chronologisch nächste Szene (5) ist rechts unten dargestellt und zeigt Marias Tod. Maria liegt auf einem Bett. Hinter ihr steht Jesus mit ihrer Seele in der linken Hand und die rechte Hand zur Segensgeste erhoben. Hinter und neben ihm stehen die Apostel. Petrus hat einen Stab in der Hand, Paulus kann durch seine Stirnglatze identifiziert werden. Johannes schwingt ein Weihrauchgefäß und reicht Maria die Palmenschößlinge aus dem Paradies. Die Szene darüber (6) zeigt die Krönung Marias. Christus als Weltenherrscher setzt ihr die Krone auf, in den oberen Ecken blasen Engel Posaunen. Links neben der Krönung (A) ist der Erzengel Michael dargestellt, wie er den Teufel in Gestalt eines Drachen mit seiner Lanze besiegt. Darunter (B) ist die heilige Elisabeth zu sehen, wie sie einem Bedürftigen einen Mantel reicht, während ihr ein Engel aus der rechten oberen Bildecke einen identischen neuen Mantel reicht. Links oben setzt ein weiterer Engel ihr eine Krone als Symbol ihrer Heiligkeit auf. Links unten im Bildfeld ist eine betende Prämonstratenserin dargestellt.

### Altarschrein

Der Altarschrein, Ansicht ohne Madonnenfigur.

Szenen auf den Seitenwangen und der Rückseite des Schreins.

Der Schrein ist aus Eichen- und Fichtenholz geschnitzt und mit Mischtechnik bemalt (155 × 243 × 37 cm, Schloss Braunfels, Dauerleihgabe seit 2013 an das Städelsche Kunstinstitut, dort unter Inventarnummer LG 124). Er ist fünfachsig und mit feinem gotischen Maßwerk verziert. Die originale farbliche Fassung betont die mittlere, größere Aussparung, die Platz für die Madonnenfigur bietet.
Die Schreinrückwand, sowie die Seiten des Schreines waren ebenfalls bemalt, wurden jedoch 1609 übermalt, sodass von ihnen nichts mehr zu erkennen ist. Wie durch eine 2017 publizierte Röntgenfluoreszenzanalyse bekannt wurde, waren hier je drei Bildfelder auf den beiden Seiten und neun Bildfelder auf der Rückseite zu sehen. Alle 15 Bildfelder waren vermutlich mit Ganzfiguren von Heiligen bemalt. Die Schreinrückseite und -seitenwangen zeigen keinen Bildzyklus wie auf den Flügeln, sondern vielmehr eine Versammlung von Heiligen. Zentral ist der heilige Christophorus zu sehen, um ihn herum vier Heilige, davon kann die heilige Barbara sicher und die Heiligen Klara und Agnes mit einiger Unsicherheit bestimmt werden. Auch die anderen Felder dürften mit Heiligen bemalt gewesen sein. An der linken Seitenwange des Schreins (beim Blick von vorne) sind Petrus und Paulus auf den oberen beiden der drei Bildfelder zu sehen. Auf der rechten Seitenwange war mittig wohl der heilige Laurentius dargestellt.

### Madonnenfigur
Die Skulptur ist in Mischtechnik auf Nussbaumholz gefertigt und hat überwiegend ihre historische Fassung behalten. Sie ist 132 cm hoch und 60 cm breit. Sie ist in der Sammlung des Bayerischen Nationalmuseums als Leihgabe von Julius Böhler. Seit 2015 wird sie vom Bayerischen Nationalmuseum an das Städelsche Kunstinstitut verliehen. Maria sitzt auf einem gotischen Thron mit Jesus im linken Arm. Dieser steht aufrecht und hält mit seiner linken Hand einen Vogel, während er mit der rechten Hand nach dem Zepter greift, welches seine Mutter ursprünglich in der Rechten hielt.

### Reliquien
Die Reliquien, die sich hinter den Maßwerkfenstern links und rechts der Madonnenfigur befanden, werden das erste Mal im 17. Jahrhundert beschrieben. Es ist aber durchaus möglich, dass diese von Anfang an Teil des Altars waren. Sie wurden durch die Rückwand des Schreines hineingelegt, diese Türen können heute aufgrund von Umbauten nicht mehr geöffnet werden. Winckelmann zählte neun Objekte im Schrein auf; Primär- und Sekundärreliquien der Heiligen Elisabeth von Thüringen und ihrer Tochter Gertrud.

## Geschichte und Provenienz

### Geschichte

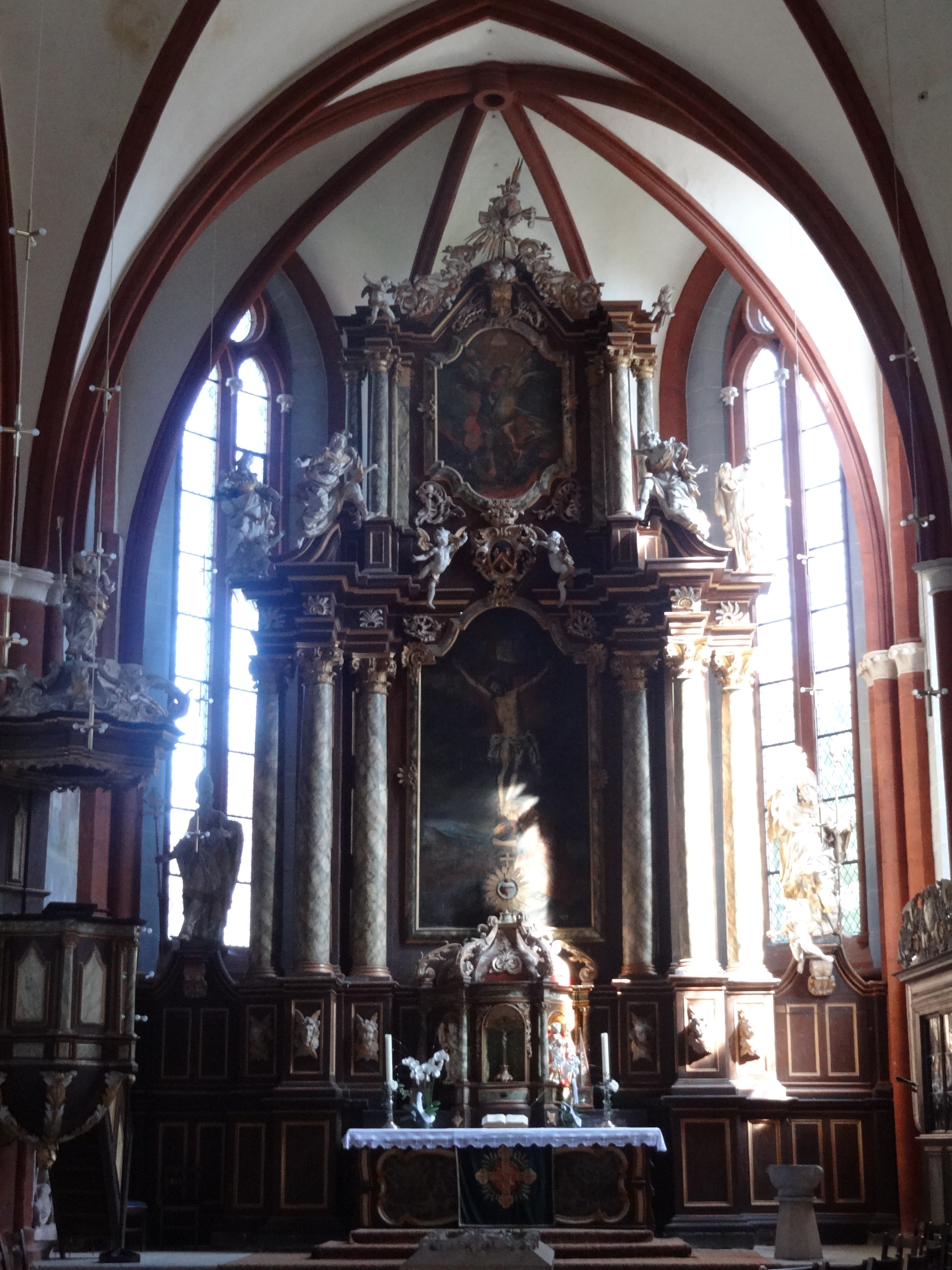
Hochaltar des Prämonstratenserinnenklosters Altenberg, ursprünglicher Aufstellungsort des Altenberger Altarretabels.

Die Madonnenfigur wird in der Forschung als Arbeit eines Kölner Meister angesehen, stilistisch wird sie auf 1320/30 datiert. Der Schrein und die Flügel stammen aus der gleichen Tischlerwerkstatt und werden einem Rheinischen Meister zugeschrieben. Durch stilkritische Vergleiche können die Flügelmalereien dem provinziellen Umfeld von Köln zugeordnet werden. Die Einflüsse der Kölner Malerei sind eindeutig, die Unterschiede für eine Lokalisierung des Rheinischen Meisters nach Köln aber zu groß. Ob sie nun in Koblenz, Mainz oder Wetzlar, alle zur Zeit der Entstehung der Tafeln eng mit Köln in Beziehung stehenden Städte, entstanden sind, lässt sich nicht ausmachen. Aufgrund von Stilvergleichen und dendrochronologischen Untersuchungen sind die Tafeln und der Schrein vermutlich ebenfalls um 1320/30 entstanden, möglicherweise als Stiftung der 1332 verstorbenen Mechthild von Ziegenhain.
Der Altar wurde bereits im Spätmittelalter durch einen Schnitzaltar des 15. oder 16. Jahrhunderts ersetzt. Wohl seit dieser Zeit stand er, bis zu seinem schrittweisen Abbau im 19. und 20. Jahrhundert auf der Nonnenempore der Kirche, wo er bei einem Umbau der Nonnenempore 1609 renoviert wurde. Dabei wurde die Außenseiten der Flügel mit Leinwänden überklebt und mit manieristischen Malereien bemalt, die, später abgelöst, sich heute auf Schloss Braunfels befinden. Ebenfalls wurden die Seitenwangen und die Rückseite des Schreins übermalt.

### Provenienz
- um 1330 geschaffen für den Hochaltar des Prämonstratenserinnenkloster Altenberg bei Wetzlar
- 1609 auf dem Altar der Nonnenempore in Altenberg
- 1841–57 Trennung der Flügel vom Schrein und Verbringung der Flügel in das Schloß Braunfels des Fürsten Solms
- 1916 Verkauf der Madonnenfigur durch den Fürsten von Solms-Braunfels an den Kunsthändler A.S. Drey
- 1925 Versteigerung der Flügel von Schloß Braunfels an die Städtische Galerie
- nach 1925 Verbringung von Altarschrein nach Schloß Braunfels
- vor 1929 Madonna im Besitz des Kunsthändlers Böhler in München, heute als Leihgabe von Julius Böhler an das Bayerische Nationalmuseum[1]